# Điện Mặt Trời Cát Hiệp
Điện Mặt Trời Cát Hiệp là nhà máy điện Mặt Trời xây dựng trên vùng đất thôn Hội Vân, xã Cát Hiệp, huyện Phù Cát, tỉnh Bình Định.

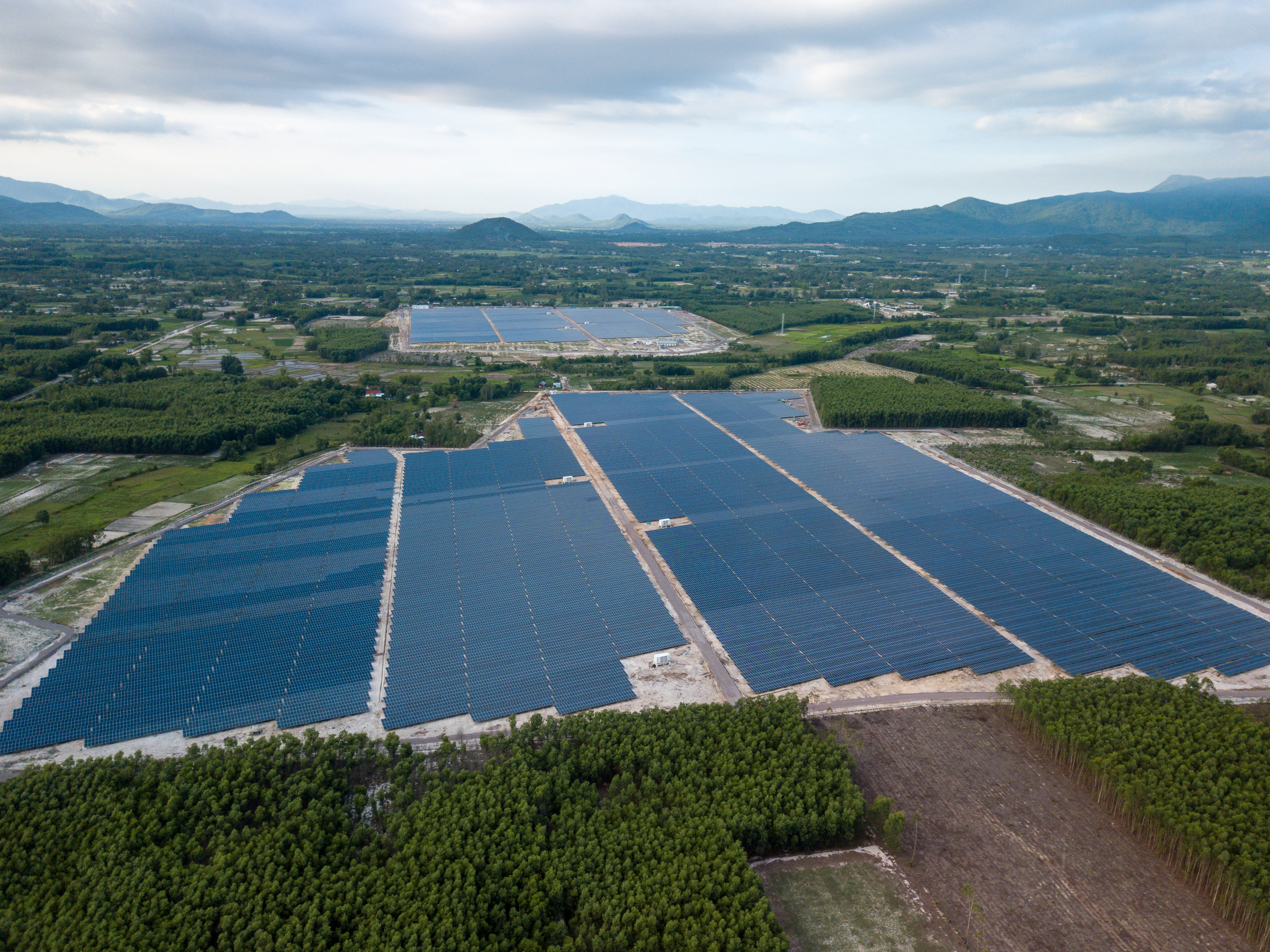
Nhà máy điện Mặt Trời Cát Hiệp.

Điện Mặt Trời Cát Hiệp có tổng công suất lắp máy 49,5 MW, khởi công tháng 10/2018, hoàn thành tháng 5 năm 2019. Nhà máy có diện tích hoạt động 62 ha, hàng năm cung cấp cho hệ thống điện quốc gia 70- 75 GWh điện năng.
Điện Mặt Trời Cát Hiệp là dự án điện Mặt Trời đầu tiên ở tỉnh Bình Định. Nhà máy đã đóng điện vận hành chạy nghiệm thu và đấu nối vào lưới điện quốc gia vào ngày 20 tháng 5 năm 2019. Chủ đầu tư là Quadran International của Pháp. Tổng thầu EPC của dự án là Juwi Renewable Energies của Đức.